# Ursula Waßer
Ursula Waßer (* 27. Januar 1966 in Hagen) ist eine deutsche Juristin und Richterin am Bundessozialgericht.

## Leben
Ursula Waßer verbrachte ihre Kindheit in Kevelaer. Dem Abitur im Jahr 1985 schloss sich das Studium der Rechtswissenschaft sowie der Soziologie an. Das erste juristische Staatsexamen bestand sie im Jahr 1990, das zweite nach erfolgreich absolviertem Referendardienst im Juni 1994.
Von Juli 1994 bis April 2000 war Waßer wissenschaftliche Mitarbeiterin an der Martin-Luther-Universität Halle-Wittenberg, wo sie 1999 mit einer Arbeit über „Franchising zwischen Arbeitsrecht und Handelsrecht“ promoviert wurde.
Nach einem Jahr als angestellte Rechtsanwältin in Halle trat sie im Januar 2002 in den Justizdienst ein, wo sie am Sozialgericht Halle zunächst zur Richterin auf Probe, im Mai 2006 zur Richterin auf Lebenszeit ernannt wurde. Im Februar 2009 wechselte sie an das Landessozialgericht Sachsen-Anhalt, wo sie sich zur Richtermediatorin weiterbildete und während der Erprobungsphase der gerichtsinternen und gerichtsnahen Mediation eine Reihe von Güterichterterminen durchführte.
Am 29. Mai 2013 wurde Ursula Waßer zur Richterin am Bundessozialgericht ernannt, wo sie zunächst dem 3. Senat angehörte, der für das Leistungsrecht der gesetzlichen Krankenversicherung, für die Künstlersozialversicherung und für die Pflegeversicherung zuständig ist. 2020 wechselte sie in den für das Beitrags- und Mitgliedschaftsrecht der Krankenversicherung, der Pflegeversicherung, der Rentenversicherung und der Arbeitslosenversicherung zuständigen 12. Senat. Ab 2024 gehört sie dem Ersten Senat des Bundessozialgerichts an. Seit August 2021 ist Waßer Honorarprofessorin an der Martin-Luther-Universität Halle-Wittenberg.
Ursula Waßer ist Mitautorin der juris PraxisKommentare zur gesetzlichen Krankenversicherung und zu den gemeinsamen Vorschriften für die Sozialversicherung im SGB IV. Sie ist verheiratet und hat zwei Kinder, die während ihrer Zeit als wissenschaftliche Mitarbeiterin an der Universität geboren wurden. Sie lebt weiterhin bei ihrer Familie in Halle und pendelt zur Arbeit nach Kassel.

## Schriften (Auswahl)
- Franchising zwischen Arbeitsrecht und Handelsrecht. Zugleich ein Beitrag zum Arbeitnehmerbegriff. Nomos-Universitätsschriften: Recht. Band 326. Nomos Verlag. Baden-Baden. 1999, ISBN 3-7890-6233-2.
- Arbeitnehmerstellung von Versicherungsvertretern. In: AuR 2001, 168–171.
- Erfahrungen aus Sachsen-Anhalt: Mediation in der Sozialgerichtsbarkeit. Möglichkeiten und Grenzen eines Konfliktlösungsverfahrens. In: SozSich 2010, 153–158.